# Tsuruga
Tsuruga (敦賀市; -shi) é uma cidade japonesa localizada na província de Fukui.
Em 2003 a cidade tinha uma população estimada em 68 414 habitantes e uma densidade populacional de 272,85 h/km². Tem uma área total de 250,74 km².
Recebeu o estatuto de cidade a 1 de Abril de 1937.

## Cidades-irmãs
- Mito, Japão
- Kakamigahara, Japão
- Nakhodka, Rússia
- Taizhou, China
- Donghae, Coreia do Sul